# Pressatmung
Die Pressatmung ist eine Variante der menschlichen Atmung, bei der starke Ausatmungsbewegungen bei bewusst verhinderter Ausatmung durch Verschließen der Atemwege im Kehlkopf ausgeführt werden.

## Allgemein
Durch Druckerhöhung im Brustraum fließt während des Pressvorganges dem Herzen kein Blut zu (äußerlich sichtbar durch stauungsbedingtes Anschwellen der Kopfvenen und Rötung des Gesichts). Es herrscht eine verschlechterte Atmungs- und Kreislaufsituation. Schädigungsmöglichkeiten sind auf dieser Basis gegeben. Eine Pressung ist bei kräftigem Armeinsatz bei sportlichen Bewegungsausführungen unumgänglich, da nur auf diesem Weg eine Fixierung des Schultergürtels möglich ist.
Bei der Pressatmung wird das Zwerchfell in Einatemstellung fixiert, um ein Widerlager zu schaffen. Durch das Absenken des Zwerchfells steigt der Druck im Bauchraum und somit der Druck auf die Bauchwand und den Beckenboden. Dies kann spontan zu Hernien und auf Dauer zu Senkungsbeschwerden der Genitalien führen. Durch den erhöhten Druck im Bauchraum steigt der venöse und lymphatische Rückfluss zum Herzen, was wiederum durch den verringerten Druck im Thoraxraum unterstützt wird.
Aufgrund des erhöhten Rückflusses zum Herzen steigt die Kontraktionskraft des Herzens (Frank-Starling-Mechanismus) und das Schlagvolumen wird erhöht. Dadurch steigt der Blutdruck an.
Gefährlich ist das vor allem für Patienten mit dekompensierten Herzinsuffizienzen, hier kann der erhöhte venöse Rückfluss nicht mehr verarbeitet werden. Bei Patienten mit einem (unerkannten) Hirnaneurysma kann der Blutdruckanstieg zum Platzen des Gefäßes und somit zum Schlaganfall führen.

## Luftfahrt
Bei extremen Flugmanövern können hohe Beschleunigungen entlang der Körperlängsachse dazu führen, dass das Blut aus dem Kopf in die dehnbaren Blutgefäße der unteren Körperhälfte gepresst wird. Als Folge davon sinkt der Blutdruck in der oberen Körperhälfte und vor allem im Kopf stark ab und die Versorgung des Gehirns mit Sauerstoff ist nicht mehr ausreichend. Der Reihe nach treten zwischen 5g und 6g zuerst der Verlust der Farbsehfähigkeit (Greyout), eine extreme Einschränkung des Blickfeldes und dann der vollständige Verlust der Sehkraft (Blackout) ein. Zuletzt verliert der Pilot das Bewusstsein vollständig (g-LOC), ein Zustand, von dem er sich erst nach rund einer halben Minute wieder erholt.
Bei langsam ansteigender Belastung kann das Herz-Kreislaufsystem des Piloten auf die gestiegene Belastung reagieren und durch eine erhöhte Pulsfrequenz und eine Verengung der Blutgefäße einen entsprechenden Ausgleich bis etwa 5g bewirken. Bei einem raschen Anstieg jedoch ist dies nicht mehr möglich und der Pilot verliert augenblicklich und ohne Vorwarnung das Bewusstsein.
Als Gegenmaßnahme wurde u. a. die Technik des Pressatmens entwickelt. Dabei wird nach raschem Aus- und Einatmen die Muskulatur im Bereich des Brustkorbes angespannt und die Luft in der Lunge unter Druck gesetzt. Gleichzeitiges Anspannen der Muskeln in den Beinen, dem Gesäß und dem Bauch soll dabei das Versacken des Blutes verzögern bzw. verhindern. Diese Vorgehensweise ist anstrengend und ruft Kommunikationsprobleme hervor. Daneben werden Konzentration und Bewegungsfreiheit eingeschränkt. Daher werden in Militärflugzeugen technische Hilfsmittel wie zum Beispiel der Anti-g-Anzug eingesetzt.
siehe: Flacktest